# Барцылово
Барцылово — деревня в Можайском районе Московской области в составе сельского поселения Дровнинское. Численность постоянного населения по Всероссийской переписи 2010 года — 4 человека. До 2006 года Барцылово входило в состав Дровнинского сельского округа.
Деревня расположена на западе района, на суходоле, примерно в 4 км к западу от Уваровки, высота центра над уровнем моря 265 м. Ближайшие населённые пункты — Швечково на северо-востоке и Корытово на юге.